# Jean Collette
Pour les articles homonymes, voir Collette.
Jean Collette, né le 14 janvier 1938 à Herve (province de Liège), est un journaliste, écrivain et enseignant belge, auteur de nombreuses œuvres dans les domaines de l'essai, de la radio, du théâtre, de la bande dessinée, de la télévision, du cinéma, du roman et de la poésie. Également connu comme Jean Colette.

## Biographie
Jean Collette naît le 14 janvier 1938 à Herve,. Étudiant romaniste, il fonde, avec Alain-Guy Jacob, Jean Lechanteur et Jacques Izoard, la revue poétique Lettres 55, puis Lettres, revue blonde, qu'il dirige, compose et imprime de 1955 à 1960. À leurs sommaires, on retrouve, entre cinquante autres, les signatures de Jean Renoir, André Blavier, Franz Hellens, Herman De Croo, André Damseaux, Marie Gevers, Alain Robbe-Grillet, Alexis Curvers, Pierre Mac Orlan, Liliane Wouters… Lettres 55 a également édité plusieurs recueils, ainsi qu'une originale anthologie  de poèmes autographes des meilleurs poètes belges de l'époque. Il poursuit sa formation à l'Institut des arts de diffusion (IAD), où il sera plus tard professeur d’écriture cinématographique.
Il a été, ensuite, parfois simultanément et dans le désordre : dramaturge et adjoint de direction du Théâtre de l’Alliance, metteur en ondes à la RTB, journaliste culturel, directeur des pages culturelles et particulièrement critique de cinéma et de théâtre, à La Libre Belgique, Le Vif/L'Express, L’Instant et Le Matin. Il a aussi collaboré au Journal du dimanche, au Monde, à PAN et, plus spécialement, à Gaël, fourni des chroniques culinaires au 7e Soir, des jeux au Soir et des mots-croisés au Vif/L'Express et à La Marseillaise.
En bande dessinée, il écrit des scénarios pour Spirou et surtout Le Journal de Mickey de 1981-1985.
En 2015, il sort son premier roman : Cassius Clay surpris et peiné par la mort de Malcolm X dont le journaliste Francis Matthys de La Libre Belgique écrit : « Queneau qui aurait probablement savouré ce roman déjanté, à clés multiples, en fin duquel - en clin d'œil évident au Raymond Roussel de Comment j'ai écrit…. »
Il est membre de l'Association royale des écrivains et artistes de Wallonie/Bruxelles.

### Vie privée
Il réside à Uccle.

## Œuvres principales

### Poésie
- (wa) Al cwène dès djoûs[8], Liège, éd. Société de langue et de littérature wallonnes, coll. « Littérature dialectale d’aujourd’hui », no 46, 2023, 112 p.  (ISBN 978-2-930505-38-1).

### Essais et ouvrages pratiques
- Mes enfants réussissent mieux en classe, Verviers, éditions Gérard, coll. « Marabout Flash », no 233 1966.
- L'Astronomie, Verviers, éditions Gérard, Marabout Flash, coll. « J'apprends tout moi-même », 1967,Astronomia, traduction de Maria Viterbo Pita. Lisbonne, Editorial Noticias, 1973.
- Quid 1994, édition belge, en collaboration avec Christine Scharff, sous le nom Jean Colette, Paris, Éditions Robert Laffont, 1993  (ISBN 2221075986).
- L’An 2000 : les prophéties à l'épreuve de la science, en collaboration avec Alain Vaessen, Paris, Presses de la Cité, coll. « Dossiers Vaugirard », 1994 (OCLC 463975132).

### Roman
- Cassius Clay surpris et peiné par la mort de Malcolm X[6],[9], Lausanne-Paris, Éditions L'Âge d'Homme, 2015  (ISBN 2-8001-0912-2).

### Radio
- 1962 : Le Gang des deux dimensions, feuilleton en 110 épisodes, en collaboration avec Hubert Borguet (RTB).
- 1966 : Trente courts métrages de science-fiction d’une demi-heure (RTB).
- 1974 : Le Grand Nocturne, d’après Jean Ray (RTB ; rediffusion RTBF en 1996).
- 1980 : Sans pouvoir, création (RTBF).

### Télévision
Sauf indication contraire, les informations mentionnées dans cette section peuvent être confirmées par la base de données cinématographiques IMDb,  présente dans la section « Liens externes ».
- 1971 : Crime dans la ligne droite, téléfilm de Tef Ehrat (RTB, RTBF, télévisions francophones et autres). Adaptateur et dialoguiste.
- 1972 : 
  - Mort en transit, téléfilm de Freddy Charles (RTB, télévisions francophones et autres). Coscénariste, adaptateur et dialoguiste.
  - Chez Pauline, feuilleton de François-Xavier Morel (RTB et Canada). Coscénariste, coadaptateur et codialoguiste, en collaboration avec Claude Hac (diffusé aussi sous le titre : Les Maquinet-Baiwir)
- 1976 : 
  - La Dame blanche, téléfilm de Léopold De Guchteneere (RTB). Coscénariste,  adaptateur et dialoguiste.
  - Le Grand Oncle, feuilleton de Jacques Vernel (RTB). Coscénariste,  adaptateur et dialoguiste.

### Cinéma
Sauf indication contraire, les informations mentionnées dans cette section peuvent être confirmées par la base de données cinématographiques IMDb,  présente dans la section « Liens externes ».
- 1971 : 
  - L’Amoureuse, de Christian Mesnil. Coscénariste, coadaptateur et codialogiste.
  - Belle comme Belgique, documentaire de Benoît Petit. Coscénariste.
  - La Journée sera longue[Note 1], moyen métrage de Léopold De Guchteneere. Dialoguiste.
- 1980 : Le Chaînon manquant, de Picha. Coscénariste, coadaptateur et codialguiste. Sélection officielle au Festival de Cannes
- 1984 : Impasse de Maxime Debest. Coscénariste, coadaptateur et dialoguiste.
- 1987 : Poupée, moyen métrage de Gérald Frydman. Coscénariste, adaptateur et dialoguiste.
- 2009 : Tabu, court métrage de Jean-Julien Collette et Vincent Coen. Coscénariste, coadaptateur et codialoguiste.

### Théâtre
- 1965 : Imbroglio, Théâtre de l’Alliance, au Théâtre 140 et en Wallonie. Télévisions. Disque 45 tours de cinq des chansons, musique de Jacques de Lescaut.
- 1966 : Imbroglio Nuovo[10], Théâtre de l’Alliance, au Théâtre 140 et en Wallonie. Ève du théâtre.
- 1968 : Imbroglio sur la lune, Théâtre de l’Alliance, au Théâtre Molière et en Wallonie.
- 1969 : Arlequin, choisis ton maître, sur un scénario d'Arturo Corso, Théâtre de l’Alliance, au Théâtre 140 et en Wallonie. Harlekijn, kies je meester, adaptation d'Almo, en Flandre, aux Pays-Bas, en RFA. Télévisions.
- 1970 : Le Capitaine Fracasse[5], d’après Théophile Gautier, Théâtre de l’Alliance, au Théâtre 140 et en Wallonie.
- 1971 : Les Valises, Commune théâtrale de Wallonie, en Wallonie (joué aussi sous le titre Un jour mémorable pour le savant Monsieur Wu)
- 1972 : Mistero buffo, création en langue française d’après des monologues de Dario Fo et des chansons populaires italiennes, Théâtre royal de la Monnaie, puis reprises par le Nouvelle Scène internationale (saisons 1973-74-75-76,1993-94, 1998-99, 2000-01) en Belgique, France (notamment au Festival d'Avignon), RFA, RDA, Pays-Bas et Suisse. Nouvelles reprises, depuis lors, chaque année, par de nombreuses troupes francophones.
- 1973 : Fracasse, Communauté théâtrale de Seraing, en  Wallonie et à Bruxelles.
- 1976 : Trois Petits Singes, Théâtre Benjamin, à Bruxelles, en Wallonie et en France.
- 1977 : Julien, mange tes bananes, d’après un synopsis de Richard Olivier, Théâtre Benjamin, à Bruxelles, en Wallonie et en France. Julien, kom aan tafel, zwijg en eet je bananen, adaptation en néerlandais de Herwing Claes (saison 1978-79). Koninklijk Jeugdtheater Antwerpen, à Anvers, en Flandre, aux Pays-Bas et en RFA.
- 1982 : Les Deux Ours[5], Théâtre des Jeunes de la Ville de Bruxelles.
- 1994 : L’Homme, la Bête et la Vertu[5], coadaptation avec Toni Cecchinato de la pièce de Luigi Pirandello, Théâtre royal du Parc. Reprise à Paris au Théâtre Montparnasse (saison 2003-2004). Éditions L’Avant- Scène.
- 1994 : Harlekijn in Afrika, création en néerlandais. Internationale Nieuwe Scène (Anvers), en Flandre, à Bruxelles et aux Pays-Bas.
- 1995 : Volpone, en collaboration avec Toni Cecchinato, d’après la pièce de Ben Jonson, Théâtre royal du Parc. Reprise en tournée en France, Suisse et Belgique, en 2001, par la Compagnie Francis Perrin. Reprise en tournée en France, en Belgique, au Festival d’Avignon, depuis 2009, par la Fox Compagnie (à Paris en 2012). Éditions l’Avant-Scène. Télévisions.
- 1997 : Garage des ancêtres[5],[10], en collaboration avec Toni Cecchinato, Théâtre royal du Parc. Sélectionnée par la Fondation Beaumarchais (Paris). Éditions Lansman.
- 1997 : Memories, création simultanée en néerlandais, français, anglais. Internationale Nieuwe Scène, en Flandre, à  Bruxelles, aux Pays-Bas, en Israël, à Londres et en Afrique du Sud.
- 2001 : Histoire d’amours[11], en collaboration avec Toni Cecchinato. Théâtre royal du Parc.
- 2010 : Volpone – ou le Renard[12] de Ben Jonson mise en scène Alfred Le Renard…
- 2014 : L'Orient-Express, évocation littéraire, interprétée par l'auteur, et musicale, par le duo Milonga. En tournée à Bruxelles et Wallonie.